# Miguel Ángel Asturias
Miguel Ángel Asturias (født 19. oktober 1899 i Ciudad de Guatemala, død 9. juni 1974 i Madrid) var en guatemalansk forfatter og diplomat. Han modtog Nobelprisen i litteratur i 1967.
Asturias fik sit store gennembrud med El señor Presidente (Præsidenten) i 1946 og etablerede sig som en af de mange store latinamerikanske forfattere i det 20. århundrede. Som hos flere andre af disse forfattere er der to fremtrædende træk i hans bøger:
- Kampen mod imperialisme og anden politisk undertrykkelse.
- En mytisk virkelighed. I Asturias' tilfælde er det mayaernes legender.